# József Pusztai
József Pusztai (József Pozderecz ou Jožef Pustai, alias Tibor Andorhegyi ; Beltinci, 26 janvier 1864 - Beltinci, 13 février 1934) est un écrivain, journaliste, professeur et chantre slovène qui s'exprime principalement en hongrois.

## Parcours
Né dans la région de Prekmurje, sa famille modifia son nom de famille pour Pusztai, en se considérant des Magyars qui devaient assimiler la culture slovène. Il étudia à Čakovec et à Pécs, où il reçut le diplôme de professeur en 1883. Il travailla plus tard à Szőce avant de retourner en Prekmurje. Il publia des articles pour diverses publications.

## Œuvre
- Krcsánszko katholicsanszko pesmi z iz potrejbnimi molitvami i vnógimi vogrszkimi peszmami / Kersztény katholikus egyházi énekek a legszükségesebb imákkal és több magyar énekkel
- Mála molitvena kniga z potrejbnimi molitvani i vnó gimi peszmami za katholicsanszko mladézen / Kis imakönyv a legszükségesebb imákkal és énekekkel a kath. ifjúság számára